# Geina tenuidactyla
Geina tenuidactyla (tên tiếng Anh: Himmelman's Plume Moth) là một loài bướm đêm thuộc họ Pterophoroidea. Nó được tìm thấy ở Bắc Mỹ.
Sải cánh dài khoảng 17 mm.
Con trưởng thành bay feeding on dogbane flowers.